# Illinois Route 22
Pour les articles homonymes, voir Route 22.
L'Illinois Route 22 ou Half Day Road est une route de l'Illinois reliant Fox River Grove à Highland Park, aux États-Unis.